# Jerzy Dąbrowski
Jerzy Dąbrowski (* 26. April 1931 in Lisków; † 14. Februar 1991) war ein polnischer römisch-katholischer Geistlicher und Weihbischof in Gniezno.

## Leben
Jerzy Dąbrowski besuchte die Gymnasien in Thorn und Wąbrzeźno. 1949 begann er zunächst ein Studium an der Höheren Wirtschaftsschule in Sopot. Ab 1950 studierte Dąbrowski Philosophie und Katholische Theologie am Priesterseminar in Gniezno. Am 25. Mai 1956 empfing er in der Kathedrale von Gniezno durch den Weihbischof in Posen, Franciszek Jedwabski, das Sakrament der Priesterweihe für das Erzbistum Gniezno.
Dąbrowski war zunächst kurzzeitig Seelsorger in der Pfarrei St. Nikolaus in Koryta, bevor er im Dezember 1956 Pfarrvikar der Pfarrei Mariä Verkündigung in Inowrocław wurde. Später wirkte er als Pfarrvikar der Pfarrei Unsere Liebe Frau von der Immerwährenden Hilfe in Bydgoszcz. Daneben absolvierte er ab 1959 an der Hochschule für Kirchenmusik in Anin ein Studium der Musikwissenschaft. Anschließend wurde Jerzy Dąbrowski für weiterführende Studien nach Rom entsandt, wo er an der Päpstlichen Universität Gregoriana ein Diplom in gregorianischem Gesang, Komposition und liturgischem Orgelspiel erwarb und 1970 zum Doktor der Theologie promoviert wurde. Ab 1973 war Dąbrowski im Sekretariat der Polnischen Bischofskonferenz tätig. 1977 wurde er dort Referent. Daneben war er Seelsorger in der Blindenschule in Laski und Hochschulseelsorger an der Annakirche in Warschau. Am 25. Oktober 1978 verlieh ihm Papst Johannes Paul II. den Ehrentitel Päpstlicher Ehrenkaplan. Ab 1979 war Jerzy Dąbrowski Mitarbeiter im Sekretariat des Primas von Polen, Stefan Kardinal Wyszyński. Sein Aufgabenbereich umfasste dort die Organisation der Seelsorge in Polen und die Kontakte zu den Bischofskonferenzen anderer Länder. Zusätzlich war Dąbrowski Mitglied der Liturgiekommission des Erzbistums Gniezno und Disziplinarbeauftragter am Priesterseminar in Gniezno. Außerdem lehrte er Kirchenmusik an der Katholischen Theologischen Akademie in Warschau.
Am 20. Februar 1982 ernannte ihn Papst Johannes Paul II. zum Titularbischof von Tamascani und zum Weihbischof in Gniezno. Der Erzbischof von Gniezno und Warschau, Józef Glemp, spendete ihm am 25. März desselben Jahres in der Kathedrale von Gniezno die Bischofsweihe; Mitkonsekratoren waren der Weihbischof in Gniezno, Jan Michalski, und der Weihbischof in Warschau, Kazimierz Romaniuk. Jerzy Dąbrowski wählte den Wahlspruch Gratia et fidelitas („Gnade und Treue“). Als Weihbischof war er zudem Generalvikar des Erzbistums Gniezno und stellvertretender Generalsekretär der Polnischen Bischofskonferenz. Ferner fungierte er als Vorsitzender der Unterkommission für die Kirchenmusik. Außerdem war Dąbrowski ab 1989 Leiter des Hilfswerks für die Katholiken in der Sowjetunion.
Dąbrowski war unter dem Decknamen Ignacy als Informant für den polnischen Sicherheitsdienst tätig. Er leitete Informationen bezüglich des Zweiten Vatikanischen Konzils und aus den Sitzungen der Polnischen Bischofskonferenz weiter.
Jerzy Dąbrowski starb am 14. Februar 1991 bei einem Autounfall und wurde auf dem Friedhof St. Peter und Paul in Gniezno beigesetzt.